# Jean-Joseph de Laborde (Bankier)

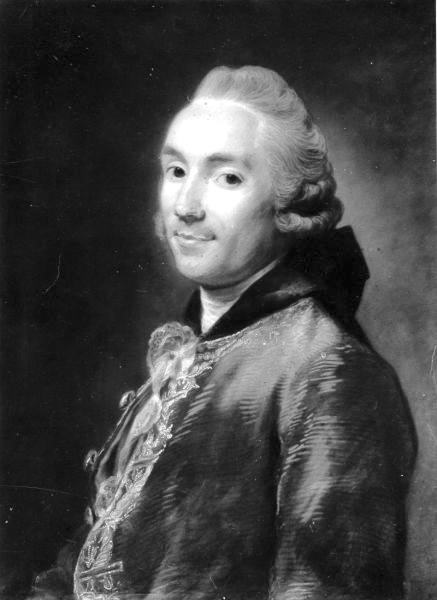
Jean-Joseph de Laborde

Jean-Joseph de Laborde (* 1724 in Jaca, Spanien; † (hingerichtet) 18. April 1794 in Paris) war ein französischer Unternehmer und Bankier.

## Leben und Wirken
Jean-Joseph de Laborde gelangte als Händler in Bayonne im Handel mit den Westindischen Inseln und Spanien zu großem Wohlstand. Kurz darauf wurde er von Ludwig XV. zum Hofbankier ernannt und erwarb sich das Vertrauen des Ministers Étienne-François de Choiseul.
De Laborde wurde zum Marquis geadelt, machte aber nie Gebrauch von dem Titel.
Nach dem Sturz Choiseul's zog er sich aus den meisten Geschäften zurück. Als aber beim Ausbruch des Amerikanischen Unabhängigkeitskrieges die französische Regierung in Geldnot war, beschaffte er durch persönlichen Kredit in kurzer Zeit 12 Millionen Livres in Gold und machte dadurch das Auslaufen der Expedition mit 6000 Mann unter Rochambeau möglich, die George Washington gegen die Engländer in der Schlacht von Yorktown unterstützte.
Er gab jährlich 24.000 Livre zur Unterstützung der Armen aus, und 1788 zur Errichtung von vier großen Hospitälern in Paris etwa 400.000 Livre.
Während der Französischen Revolution lebte de Laborde zurückgezogen auf seinem Schloss Méreville, bis er wegen seines Reichtums vor das Revolutionsgericht gebracht wurde. Er war Hauptzollpächter, fermiers généraux. Auf die Anschuldigung hin, mit Wucherern in Verbindung gestanden zu haben, wurde er am 18. April 1794 zum Tod verurteilt und noch am selben Tag hingerichtet.
Zwei seiner vier Söhne, die in der Marine dienten, begleiteten den Geographen Jean-François de La Pérouse zu seiner Weltumsegelung und kamen an der Küste von Kalifornien ums Leben. Der älteste Sohn François Louis Joseph de Laborde (1761–1801) diente ebenfalls in der Marine und wurde später königlicher Schatzmeister und Mitglied der Nationalversammlung, wanderte aber später nach England aus, wo er 1801 in London starb.
Laborde war 1789 Eigentümer der wertvollsten Zuckerplantagen der französischen Karibikkolonie Saint-Domingue.